# Nguyễn Văn Mậu (nhà toán học)
Nguyễn Văn Mậu sinh ngày 10 tháng 4, năm 1949 tại xã Tân Phong, huyện Ninh Giang, tỉnh Hải Dương . Ông là một Giáo sư toán học Việt Nam, Tiến sĩ khoa học, nguyên Hiệu trưởng Trường Đại học Khoa học Tự nhiên, Đại học Quốc gia Hà Nội. Ông nổi tiếng là một thầy giáo giỏi chuyên dạy các học sinh chuyên toán tại Đại học Tổng hợp Hà Nội, nay là Trường Đại học Khoa học Tự nhiên. Giáo sư Nguyễn Văn Mậu hiện tại là Phó Chủ tịch Hội Toán học Việt Nam, ông đã được tặng nhiều Danh hiệu và Huân huy chương như là Nhà giáo Nhân dân, Huân chương Lao động hạng Ba, Huy chương Vì sự nghiệp Giáo dục, Huy chương Vì sự nghiệp Khoa học, Huy chương Vì thế hệ Trẻ.

## Tiểu sử
1967-1973. Đi Học Ở Liên Xô
1973. Tốt Nghiệp Đại Học Toán tại Liên Xô
1982. Bảo vệ Thành Công Tiến Sĩ Toán tại Hà Nội
1990. Bảo vệ Thành Công Tiến Sĩ  Khoa Học tại Liên-xô
Ủy Viên Hội đồng học hàm nhà nước Ngành Toán
1995-1/1997. Bí thư Đảng ủy, Phó Hiệu Trưởng Trường Đại Học Khoa Học Tự Nhiên
1/1997-5/2008. Bí thư Đảng ủy,Hiệu Trưởng Trường Đại Học Khoa Học Tự Nhiên
Phó Chủ tịch Hội Toán học Việt Nam,
Chủ tịch Hội Toán học Hà Nội
Phó Chủ tịch Hội Toán học Việt Nam
Chủ tịch Hội Toán học Hà Nội
Trưởng ban điều hành hệ Cử nhân khoa học tài năng